# Compagnia di Santa Teresa di Gesù
La Compagnia di Santa Teresa di Gesù (in spagnolo Compañía de Santa Teresa de Jesús) è un istituto religioso femminile di diritto pontificio: le suore di questa congregazione, dette Teresiane, pospongono al loro nome la sigla S.T.J.

## Storia

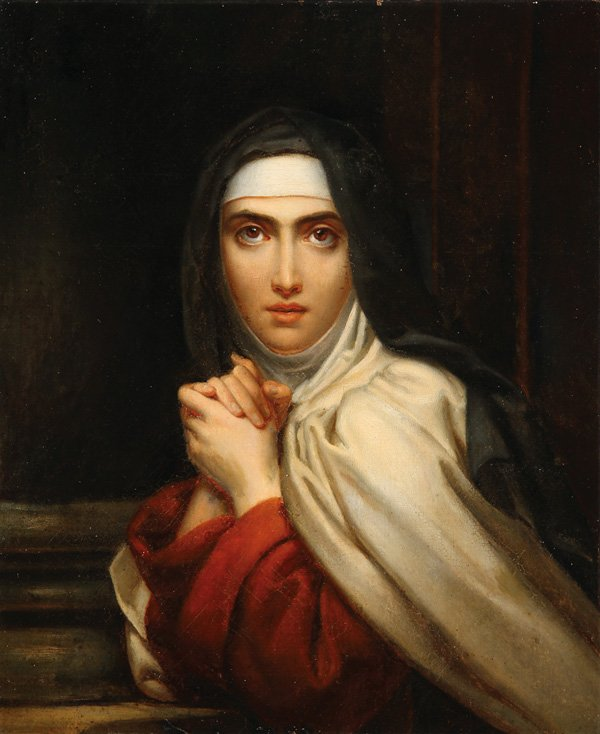
La santa titolare della congregazione, Teresa d'Avila, in un dipinto di François Gérard, 1827

La congregazione venne fondata il 23 giugno 1876 a Tarragona da Enrique Antonio de Ossó y Cervelló (1840-1896): il sacerdote ideò una compagnia di insegnanti laiche per l'educazione cristiana e la formazione professionale delle ragazze. Le prime comunità sorsero a Tarragona e Tortosa e, il 31 dicembre 1878, le prime otto suore vestirono l'abito religioso; le otto emisero la loro professione religiosa dei voti perpetui il 15 ottobre del 1882.
La Compagnia ricevette il pontificio decreto di lode il 16 settembre del 1888: ottenne l'approvazione definitiva della Santa Sede il 18 dicembre 1908. Le sue costituzioni vennero approvate il 18 maggio 1903 e riviste, alla luce dei dettami del Concilio Vaticano II, il 2 aprile 1971.
Il fondatore è stato proclamato santo a Madrid da papa Giovanni Paolo II il 16 giugno 1993.

## Attività e diffusione
Le suore della Compagnia di Santa Teresa di Gesù si dedicano prevalentemente all'istruzione della gioventù.
Sono presenti in Europa (Italia, Francia, Portogallo, Spagna), Africa (Angola, Burkina Faso, Costa d'Avorio, Mozambico, São Tomé e Príncipe) e America (Argentina, Bolivia, Brasile, Cile, Colombia, Costa Rica, Cuba, Ecuador, Guatemala, Messico, Nicaragua, Paraguay, Stati Uniti d'America, Uruguay, Venezuela); la sede generalizia è a Roma.
Al 31 dicembre 2005 l'istituto contava 1.620 religiose in 220 case.